# Rogelio Baón
Rogelio Baón Ramírez (23 de febrero de 1942 en Quintanar de la Orden, Toledo (España), – 26 de febrero de 2008 en Madrid).
Diputado de la IV, V, VI, VII y VIII Legislaturas por el PP. Licenciado en Derecho y en Ciencias de la Información. Profesor de Universidad no Titular. Presidente de las Comisiones del Defensor del Pueblo y de Defensa. Autor de libros de Historia y de Politología.

## Actividad profesional
- Vocal de la Comisión Mixta de Relaciones con el Defensor del Pueblo
- Vocal de la Comisión no permanente sobre seguridad vial y prevención de accidentes de tráfico
- Presidente de la Comisión Mixta de control parlamentario Corporación RTVE y sociedades

## Obras
- Historia del Partido Popular. Del Franquismo a la Refundación (2001)